# ボルトアンペア
ボルトアンペア（英: Volt-ampere、VA）とは、皮相電力をあらわす単位である。

## 概要
電力をあらわす単位としては、交流、直流共にワット (W) である。直流において電力Pは
- {\displaystyle P=|v||i|}
  - v : 電圧
  - i : 電流

によって求められるため、電力の単位であるワットと電圧の単位ボルトと電流の単位アンペアの積であるボルトアンペアは同じものである。
交流では電圧、電流の瞬時値が共に常に変動するため、実効値によって表現する。負荷が単純な電気抵抗である場合、電圧の実効値と電流の実効値の積は電力と等しくなるように定義されている。
しかし、誘導負荷や容量負荷では位相に差ができてしまう。このとき、電圧の実効値と電流の実効値の積は負荷の有効電力（消費電力）とは異なる値となる。電圧の実効値と電流の実効値の積を皮相電力 S と呼ぶ。
- {\displaystyle S=|V||I|}
  - V : 電圧の実効値
  - I : 電流の実効値

この皮相電力は実際に消費される電力とは異なるため、ボルトアンペアによって表現される。日本の計量単位令においては、「回路に1ボルトの正弦波の交流の電圧を加えるときに1アンペアの正弦波の交流の電流が流れる場合の皮相電力」と定義されている。

## 用途
交流において電力は有効電力（負荷として使われる電力）と無効電力とに分けられる。うち無効電力は、発電機と交流機器との間をピンポン玉のように行き来し、行き来のたびに電流が流れる性質を持つ。この電流は負荷電流に重畳して流れることから実際の負荷電力よりも大きな電流が機器に流れることになる。多くの電力設備は電圧や電流に限界を持つものが多いため電力設備容量の指標の一つとして用いられる。

## 倍量・分量単位
| 分量                         | 分量 | 分量                   |         | 倍量 | 倍量                 | 倍量 |
| 値                           | 記号 | 名称                   | 値      | 記号 | 名称                 |      |
| 10−1 VA                      | dVA  | デシボルトアンペア     | 101 VA  | daVA | デカボルトアンペア   |      |
| 10−2 VA                      | cVA  | センチボルトアンペア   | 102 VA  | hVA  | ヘクトボルトアンペア |      |
| 10−3 VA                      | mVA  | ミリボルトアンペア     | 103 VA  | kVA  | キロボルトアンペア   |      |
| 10−6 VA                      | µVA  | マイクロボルトアンペア | 106 VA  | MVA  | メガボルトアンペア   |      |
| 10−9 VA                      | nVA  | ナノボルトアンペア     | 109 VA  | GVA  | ギガボルトアンペア   |      |
| 10−12 VA                     | pVA  | ピコボルトアンペア     | 1012 VA | TVA  | テラボルトアンペア   |      |
| 10−15 VA                     | fVA  | フェムトボルトアンペア | 1015 VA | PVA  | ペタボルトアンペア   |      |
| 10−18 VA                     | aVA  | アトボルトアンペア     | 1018 VA | EVA  | エクサボルトアンペア |      |
| 10−21 VA                     | zVA  | ゼプトボルトアンペア   | 1021 VA | ZVA  | ゼタボルトアンペア   |      |
| 10−24 VA                     | yVA  | ヨクトボルトアンペア   | 1024 VA | YVA  | ヨタボルトアンペア   |      |
| 10−27 VA                     | rVA  | ロントボルトアンペア   | 1027 VA | RVA  | ロナボルトアンペア   |      |
| 10−30 VA                     | qVA  | クエクトボルトアンペア | 1030 VA | QVA  | クエタボルトアンペア |      |
| よく使われる単位を太字で示す |      |                        |         |      |                      |      |

## 関連単位
有効電力をP、無効電力をQとしたときそれぞれワットとバールという単位を用いる。なお、位相差をθとする。

### ワット(watt; W)
- {\displaystyle P=S\cos \theta ={\sqrt {S^{2}-Q^{2}}}}

### バール(var, ヴァール)
- {\displaystyle Q=S\sin \theta ={\sqrt {S^{2}-P^{2}}}}